# Euro-5 (boekenreeks)
Euro-5 is een kinderboekenserie in het sciencefictiongenre, geschreven tussen 1976 en 1986 door Bert Benson, een pseudoniem van Ad de Beer. Er is ook een serie "De Nieuwe Euro-5", geschreven door dezelfde auteur tussen 1987 en 1991. Illustrator was Gerard van Straaten.

## Verhaal
De verhalen in de reeks gaan over het ruimteschip de Euro-5 genaamd, en de bemanning die bestaat uit een aantal mannen uit de Europese Unie, onder leiding van de Nederlander Peter de Vos. Het schip heeft een geheime basis in de Ardèche in Frankrijk, en op Pluto.

## Bemanning Euro 5
De bemanning van de Euro-5 is als volgt:
Bevelvoering:
Peter de Vos, commandant, voormalig jachtvlieger en testpiloot, opleiding tot astronaut, sterrenkundige, Nederlandse nationaliteit.
Dr. Hans Weiss, plaatsvervangend commandant, voormalig jachtvlieger, natuurkundige, filosofische studies, Duitse nationaliteit
Jef Devoort, assistent, Belgische nationaliteit

Technische bevelvoering:
Ir. Marc. Bonjour, hoofd-boordwerktuigkundige, wis- en natuurkundige, ingenieur werktuigbouw, afkomstig uit de vliegtuigindustrie, werkzaam geweest in Europees ruimtevaartproject, Franse nationaliteit.
Ir. Pierre Hassenbourg, plaatsvervangend hoofd, atoomfysicus, afkomstig uit de Elzas
Karl Zollinger, assistent, Luxemburgse nationaliteit

Navigatie:
Dr. Prosper Debruijckere, hoofdnavigatie, natuurkundige, werkzaam geweest in Europees ruimtevaartproject, Belgische nationaliteit
George Minco, assistent, Franse nationaliteit doch opgegroeid in Italië

Verbindingen:
Gino Cardinale, hoofd verbindingen, wiskundige, voormalige duikbootkapitein, Italiaanse nationaliteit.
Pietro Germani, assistent, Italiaanse nationaliteit.
Interne dienst:
Basje Goris, hoofd van de keuken en magazijnmeester, kok, beroepsworstelaar, smid, chauffeur, duiker, torpedomaker in oorlogstijd, kermisexploitant, Nederlandse nationaliteit.
Manfred Blohm, assistent, manusje van alles, half Duits, half Deens 

## Het schip
Het schip, de Euro-5, vormt de titel van de boekenreeks. Het is een ruimteschip dat ontwikkeld is door samenwerking van Europese industrieën. De Euro-5 wordt aangedreven door een atomaire motor maar heeft later ook de beschikking over een fotonenmotor, een motor gebaseerd op het uitstoten van lichtdeeltjes. Met deze motor kan de lichtsnelheid worden benaderd. In 'Op drift in de tijd' wordt deze motor geïntroduceerd. 
De Euro-5 voert veelal politietaken uit en beschikt ter verdediging over ionisatiekanonnen. Deze kanonnen kunnen metalen voorwerpen omzetten in onschuldig gas, koolstof en zuurstof.  
In de driedekkige Euro-5 is een sloep gelegen, dit is een mini-Euro-5 waarin vier personen kunnen plaatsnemen. Deze sloep kan ook voor taken in de ruimte en onder water worden gebruikt. In 'Dreiging van de H-mannen' wordt gesproken over de Euro 6, dit is alleen een karkas en zou een verbeterde versie moeten worden. Hij is opgeofferd om de H-mannen uit te schakelen.    

## De organisatie
De bemanning van de Euro-5 maakt deel uit van de Europese Coalitie en is verdeeld in 5 secties. De meest belangrijke secties zijn sectie 3 en sectie 5. De bemanning valt onder sectie 5, Uitvoering, maar krijgt veelal opdrachten van sectie 3 (contraspionage). Hoofd van sectie drie is de Italiaan Grazza, berucht om zijn norse voorkomen, maar een man die pal achter zijn mensen staat. Twee assistenten uit deze sectie, de Italiaan Marco Spinelli en de Engelse Barbara Bright werken soms samen met de bemanning van de Euro-5.  
Het hoofd van sectie 5, monsieur Zero, bevindt zich op de planeet Pluto. Periodiek bezoekt de Euro-5 deze planeet.   

## Boeken
De serie bestaat uit:
- Euro-5 Antwoordt Niet
- Dreiging van de H-mannen
- Duivels van de Diepzee
- De Monsters van Dr. Einling
- Slaven uit de Ruimte
- Op Drift in de Tijd
- Machten uit het Heelal
- Groot Alarm voor Sectie-5
- Ruimteschip Freya uit de Koers
- Contact met Atlantis
- Paniek op de Noordpool
- Aanval van het Groene Gevaar
- Het Geweld van de Zwarte Orca's
- In de Macht van de Schorpioen
- De Onbekende Satelliet
- Vermist in de Ruimte
- De Robots van de Gele Planeet
- Stralen uit het Verleden
- Stuurloos in een Vreemd Heelal
- Een Gevaarlijk Experiment
- Het Ongrijpbare Gevaar

De serie "De Nieuwe Euro-5" bestaat uit:
- De Rampplaneet
- Het Volk van Arban
- Onder Vuur
- Het Teken van Tamo
- De Vermiste Patrouille
- Terug naar de Aarde?